# Martin Mayerl
Martin Mayerl (* 17. Jänner 1970 in Lienz) ist ein österreichischer Politiker (ÖVP) und Landwirt. Seit 2013 ist er Abgeordneter zum Tiroler Landtag.

## Ausbildung und Beruf
Martin Mayerl besuchte zwischen 1976 und 1980 die Volksschule in Dölsach und wechselte danach zum weiteren Schulbesuch an die Hauptschule in Nußdorf-Debant, die er zwischen 1980 und 1984 absolvierte. Im Anschluss besuchte Mayerl von 1984 und 1987 die Landwirtschaftliche Fachschule Lienz, wobei er von 1990 bis 1991 den Landwirtschaftlichen Meisterkurs absolvierte und damit Landwirtschaftsmeister wurde. Beruflich ist Mayerl seit 1990 als Landwirt in Dölsach aktiv, zudem arbeitete er von 1993 bis 2022 beim Maschinenring Osttirol.	

## Politik und Funktionen
Mayerl wurde 1992 zum Gemeinderat in Dölsach gewählt und übernahm 2010 das Amt des Bürgermeister-Stellvertreters. Er ist seit 2008 Bezirksobmann des Tiroler Bauernbundes im Bezirk Lienz und wurde im Vorfeld der Landtagswahl vom Tiroler Bauernbund als dessen Kandidat für die Landtagswahl nominiert. Mayerl wurde daraufhin von der ÖVP an die zweite Stelle im Landtagswahlkreis Lienz gereiht. Mit einem Vorzugsstimmenwahlkampf erreichte Mayerl bei der Landtagswahl 5194 Stimmen und konnte dabei um 1757 mehr Stimmen erreichen als der Listenerste Andreas Köll. Dadurch löste Mayerl den bisherigen Landtagsabgeordneten Köll ab und zog am 24. Mai 2013 in den Tiroler Landtag ein, während Köll in den Bundesrat wechselte. Mayerl wurde in der Folge Mitglied im Finanzausschuss sowie Mitglied im Ausschuss für Land- und Forstwirtschaft, Verkehr und Umwelt. Innerparteilich übernahm Mayerl nach seinem Einzug in den Landtag auch das Amt des ÖVP-Bezirkobmanns, zudem war er Vorstandsmitglied des Osttiroler Boten. Seit Februar 2022 ist er als Bürgermeister in seiner Heimatgemeinde Dölsach tätig. Seine Funktion als Osttiroler VP-Bezirksparteiobmann endete 2018.